# La Mallieue
La Mallieue est un hameau belge de Hesbaye faisant partie de la commune de Saint-Georges-sur-Meuse dans la province de Liège en Région wallonne.

## Situation
La Mallieue est un hameau-rue à caractère industriel situé en rive gauche de la Meuse entre le fleuve et le versant. Ce hameau étire ses habitations le long de la route nationale 617 sur une distance d'environ 2 km entre les villages de Flône depuis le pont de Hermalle (à l'ouest) et Engis (à l'est). Entre la route nationale et la Meuse, se trouve la ligne de chemin de fer 125 Liège-Namur et la gare d'Hermalle-sous-Huy, fermée aux voyageurs en 1993.
C'est le seul hameau de la commune de Saint-Georges-sur-Meuse et de l'arrondissement administratif de Waremme se trouvant au bord de la Meuse. La rue Surface relie La Mallieue au reste de la commune implantée sur le plateau hesbignon. Elle fut le siège d'un charbonnage.

## Patrimoine
La petite église dédiée à sainte Barbe a été construite en briques et pierres de taille en 1884 dans un style néo-gothique par l'architecte E. Jamar.

## Activités industrielles
Sur le versant de Meuse jouxtant le hameau, plusieurs importantes industries extractives (carrières, houillères ou alunières) se sont développées depuis le XIXe siècle. En bord de Meuse, d'autres activités industrielles sont présentes.

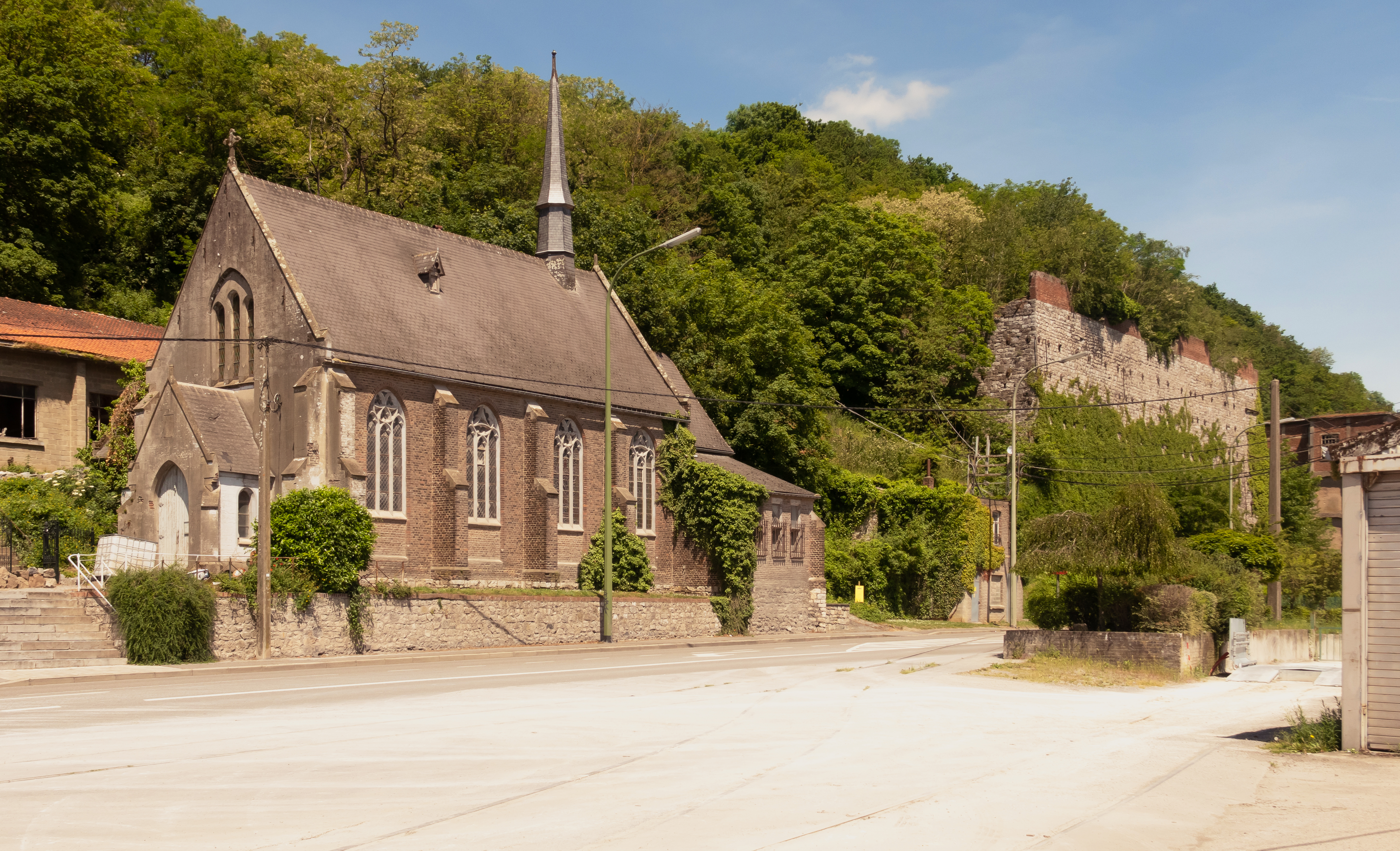
La Mallieue, l'église Sainte-Barbe

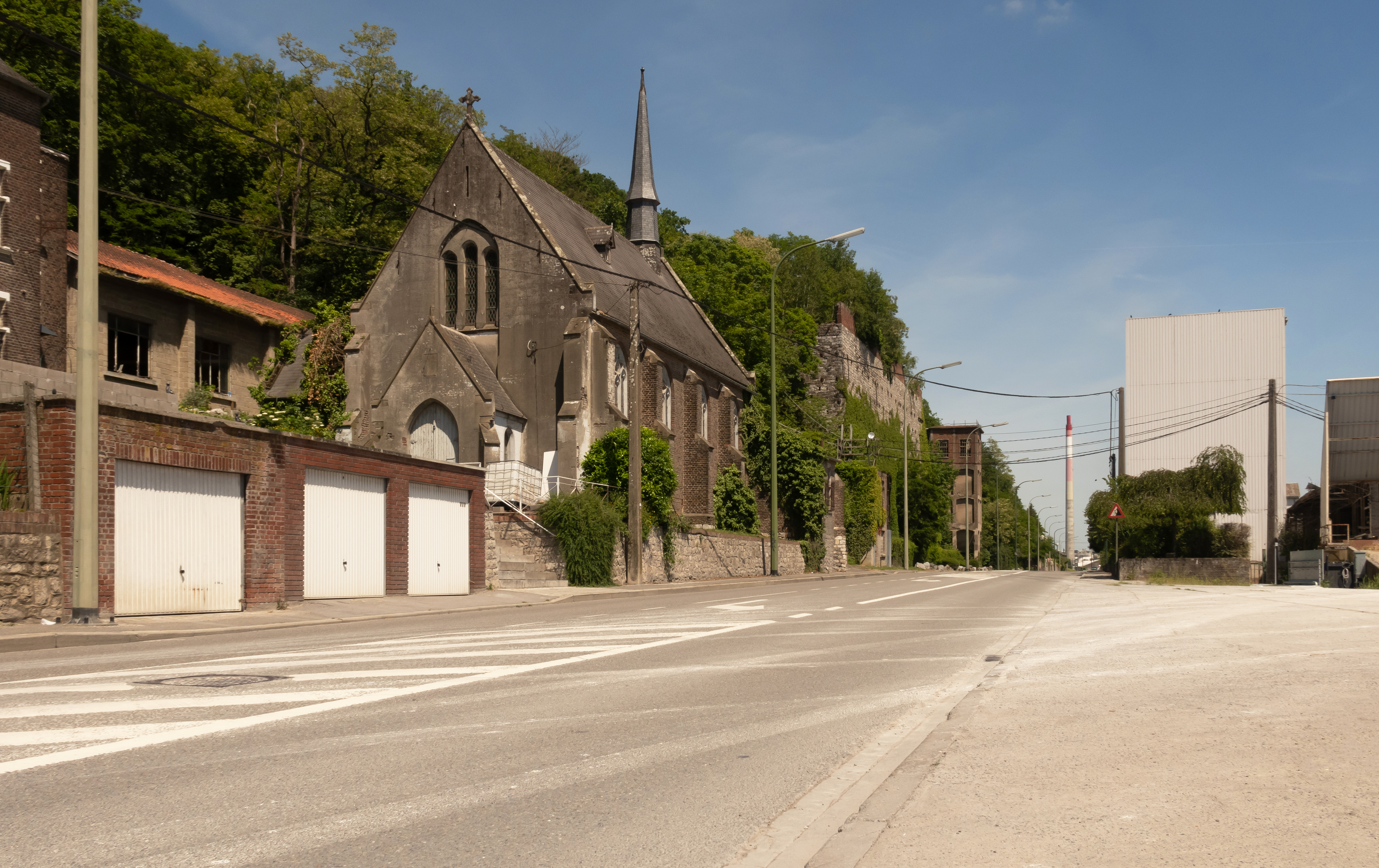
La Mallieue, l'église Sainte-Barbe et les usines